# Sorrell and Son
Pour les articles homonymes, voir Sorrell.
Pour plus de détails, voir Fiche technique et Distribution.
Sorrell and Son est un film américain réalisé par Herbert Brenon, sorti en 1927.

## Synopsis
Après une conduite héroïque pendant la Première Guerre mondiale, où il a été blessé, le capitaine Stephen Sorell rentre heureux à Londres, retrouver sa femme et son jeune garçon, Kit.
Un triste accueil l'attend à la maison ! Sa femme, abandonnant leur fils, part le jour même de son arrivée pour mener une vie de plaisir et de luxe. L'affection de Kit rattache Sorrell à la vie, il réagit contre sa douleur. Voulant au plus vite se remettre au travail, il se présente à la maison où durant huit ans avant la guerre, il a été employé. Sa place est prise, on lui écrira dès qu'une vacance se présentera. Après bien des pas et des démarches, de droite et de gauche, une convocation lui arrive enfin, par l'intermédiaire de l'Association des Anciens Officiers. Un antiquaire de province, M. Verity, lui offre le poste de vendeur dans sa maison à Staunton. Accompagné de Kit, Sorrel quitte Londres sans regret. Il espère enfin que la malchance est terminée, mais le malheur s'acharne… M. Verity est décédé le matin même !
Ses dernières ressources épuisées, Sorrell comprend qu'il doit abdiquer toute fierté pour gagner sa vie et surtout celle de son petit Kit. Il accepte donc la place de garçon à l'Auberge de l'Ancre. Là, le malheureux endure un véritable martyre. La patronne, quoique mariée le remarque et lui laisse entendre qu'il ne tient qu'à lui que son sort s'améliore. Sorrell, écœuré, ne veut pas comprendre.
La vie devient un enfer pour le pauvre homme, jusqu'au jour où un voyageur, M. Roland, remarquant ses qualités, lui propose l'emploi d'aide-portier à l'Auberge du Pélican, à Wisntonbury, dont il est propriétaire
La place de portier principal est tenue par Buck, ancien sergent-major qui, pendant la guerre, sauva la vie de M. Roland. Cet homme, vulgaire et brutal, ne tarde pas à être jaloux de son aide, dont l'éducation a attiré la sympathie du patron. La crainte de retomber sans travail donne à Sorrell le courage de supporter toutes les méchancetés de Buck. Ce dernier pourtant, s'étant attaqué à Fanny, la gouvernante de l'hôtel, est mis à la porte et Sorrell est nommé portier principal. Kit, grâce à la protection de M. Roland, est admis dans une bonne école, mais la situation de son père étant connue, le snobisme du directeur l'oblige à quitter.
Revenu près de son père, l'enfant trouve en Molly, la fillette de M. Rolland, une gentille camarade. Celle-ci ayant été grièvement blessée en jouant, est sauvée par le Docteur Orange, le plus grand chirurgien d'Angleterre. Kit, à la suite de cette guérison, décide que, lorsqu'il sera grand, il veut aussi être chirurgien. Sa crânerie plaît au Docteur Orange qui lui promet de s'occuper de lui plus tard, s'il a toujours les mêmes idées.
Kit travaille ferme... l'Université... l'Ecole de Médecine puis l'Hôpital. Le Docteur, tenant parole, s'intéresse à lui et lui permet de se faire connaître.
La situation de Sorrell s'améliore également il a maintenant l'affection de Fanny, et M. Roland, voulant se reposer, lui confie la direction de l'hôtel.
La femme de Sorrell, apprenant par les journaux les succès de son fils arrive à l'Auberge du Pélican. Elle réclame à son ancien mari le droit de voir Kit. Sorrell laisse son fils seul juge de ce qu'il doit faire. Le jeune homme consent à faire une courte visite à sa mère, à Londres, mais les tentatives de celle-ci pour le garder sont vaines. Kit se rend compte de la noblesse de caractère de son père et fait comprendre à sa mère que son amour pour lui tient une grande place dans sa vie.
Kit, par une opération hardie, se fait un nom dans la chirurgie. Il est fiancé à Molly Rolland, sa petite amie d'enfance. Les sacrifices de Sorrell pour son enfant n'ont pas été perdus. Son fils heureusement marié, il peut enfin songer à se reposer er se retire à la campagne

## Fiche technique
- Titre : Sorrell and Son
- Réalisation : Herbert Brenon
- Scénario : Herbert Brenon et Elizabeth Meehan d'après le roman de Warwick Deeping
- Photographie : James Wong Howe
- Montage : Marie Halvey
- Direction artistique : William Cameron Menzies
- Pays d'origine : États-Unis
- Format : Noir et blanc - 1,33:1 - Film muet
- Genre : Drame
- Durée : 60 minutes
- Date de sortie : 1927

## Distribution
- H. B. Warner : Stephen Sorrell
- Anna Q. Nilsson : Dora Sorrell
- Mickey McBan : Kit, enfant
- Carmel Myers : Flo Palfrey
- Lionel Belmore : John Palfrey
- Norman Trevor : Thomas Roland
- Alice Joyce : Fanny Garland
- Nils Asther : Christopher 'Kit' Sorrell
- Mary Nolan : Molly Roland
- Louis Wolheim : Buck
- Paul McAllister : Dr Orange